# Frank Tuttle (réalisateur)
 (janvier 2021).
Si vous disposez d'ouvrages ou d'articles de référence ou si vous connaissez des sites web de qualité traitant du thème abordé ici, merci de compléter l'article en donnant les références utiles à sa vérifiabilité et en les liant à la section « Notes et références ».
Pour les articles homonymes, voir Frank Tuttle.
Frank Tuttle (de son vrai nom Frank Wright Tuttle) est un réalisateur et scénariste américain né le 6 août 1892 à New York (États-Unis) et mort d'une crise cardiaque le 6 janvier 1963 à Hollywood (Californie) (États-Unis).

## Biographie
L'écrivain et réalisateur Frank Tuttle, dont la carrière hollywoodienne s'étend de l'ère du cinéma muet à l'aube des années 1960, est né le 6 août 1892 à New York. Son premier crédit dans l'industrie cinématographique a été en tant que scénariste pour le film de Monte Blue : The Kentuckians (1921) pour Famous Players-Lasky (Paramount). Il fait ses débuts en tant que réalisateur l'année suivante avec le mélodrame The Cradle Buster (1922), avec Osgood Perkins. Directeur sous contrat chez Paramount, il réalise 73 autres films avant de raccrocher son mégaphone après Island of Lost Women (1959). Sa production comprend des films allant du classique Tueur à gages (1942) - le film qui a fait d'Alan Ladd une star - à la farce d'Edgar Bergen : Charlie McCarthy, Detective (1939). 
Tuttle a travaillé dans tous les genres, y compris le « slapstick », et avec des grands et des quasi-grands, des stars du muet Clara Bow, Evelyn Brent, Louise Brooks, Thomas Meighan et Gloria Swanson aux vedettes de l'ère sonore Jean Arthur, Mary Astor, William Bendix, Joan Blondell, Eddie Cantor, Bing Crosby, William Demarest, Cary Grant, Veronica Lake, Fredric March, Adolphe Menjou, William Powell, Robert Preston, Edward G. Robinson, Charles Ruggles, Simone Signoret et Phil Silvers. 
Tuttle est devenu célèbre lors de la Chasse aux sorcières d'Hollywood pour ses relations avec le Parti communiste américain, révélées dans un témoignage devant le Comité des activités anti-américaines de la Chambre (HUAC) ; non seulement il avait été membre du Parti communiste, mais il avait organisé des réunions du Parti dans sa maison de New York, qui a servi de site à une réunion des membres du parti dont V.J. Jérôme. Jérôme était commissaire culturel du Parti communiste américain et rédacteur en chef de sa revue théorique The Communist (plus tard rebaptisée Political Affairs). En 1951, Jérôme a été mis en examen pour subversion en vertu de la loi Smith avec d'autres membres du Parti communiste. Condamné, il a été emprisonné pendant trois ans. Lionel Stander, qui était sur la liste noire, était à la réunion de Jérôme chez Tuttle. Lors d'une comparution devant le HUAC, il a admis avoir été membre du Parti de 1937 à 1947 et l'avoir quitté car le parti était devenu « trop violent » à son goût (Jérôme et d'autres dirigeants du Parti communiste ont été inculpés pour avoir préconisé le renversement violent du Gouvernement des États-Unis). Tuttle a cédé à l'injonction de « donner des noms » et désigna celui du réalisateur Jules Dassin, lui-même mis sur liste noire et contraint à l'exil en Europe. Évitant ainsi la liste noire, Tuttle a continué à diriger à Hollywood, mais ironiquement, sa carrière s'est terminée en 1959, l'année où la liste noire a été brisée lorsque Otto Preminger et Kirk Douglas ont ouvertement embauché Dalton Trumbo, membre de la liste noire des Dix d'Hollywood, pour écrire les scripts d'Exodus (1960) et de Spartacus (1960). 
Frank Tuttle est décédé le 6 janvier 1963 à Los Angeles, en Californie. Il avait 70 ans.
Le slapstick (de l'anglais slap stick, « bâton claqueur » en français, une férule double, inoffensive mais très sonore, inspirée du batacchio des bateleurs italiens) est un genre d'humour impliquant une part de violence physique volontairement exagérée. Ce style est dérivé de la commedia dell'arte.
C'est aussi l'une des caractéristiques du cinéma burlesque américain (1912-1940) popularisé notamment par les studios Keystone à Edendale près de Los Angeles (Californie). Il fut fondé principalement à l'initiative de Mack Sennett, et régulièrement utilisé par Buster Keaton.

## Vie privée
Frank Tuttle épouse Tatiana une danseuse russe. En 1934, Natacha Nattova, danseuse de music-hall, accuse Tatiana Tuttle de s'aliéner les affections de son mari Nick Daks, également danseur. Mme Daks demande une aide financière et des frais juridiques dans le cadre de son action en divorce. Le juge a rejeté sa requête après avoir entendu le cas de Tuttle et vu leurs déclaration sous serment,,.

## Filmographie

### Réalisateur
- 1922 : The Cradle Buster
- 1923 : Second Fiddle
- 1923 : Youthful Cheaters
- 1923 : Puritan Passions
- 1924 : Grit
- 1924 : Peter Stuyvesant
- 1924 : The Puritans
- 1924 : Coureur de dot (Dangerous Money)
- 1925 : Miss Barbe-Bleue (Miss Bluebeard)
- 1925 : Un baiser dans la nuit (A Kiss in the Dark)
- 1925 : Manucure (The Manicure Girl)
- 1925 : Champion 13 (The Lucky Devil)
- 1925 : Rivales (Lovers in Quarantine)
- 1926 : Vénus moderne (The American Venus)
- 1926 : The Untamed Lady
- 1926 : Le Galant Étalagiste (Love 'Em and Leave 'Em)
- 1926 : Kid Boots
- 1927 : Blind Alleys
- 1927 : Raymond veut se marier (Time to Love)
- 1927 : D'une femme à l'autre (One Woman to Another)
- 1927 : The Spotlight
- 1928 :  Condamnez-moi (Love and Learn)
- 1928 : Épouvante (Something Always Happens)
- 1928 : Easy Come, Easy Go
- 1928 : Tel père, tel fils (Varsity)
- 1928 : Sa vie privée (His Private Life)
- 1929 : Marquis Preferred
- 1929 : Le Meurtre du canari (The Canary Murder Case)
- 1929 : Le Studio tragique (The Studio Murder Mystery)
- 1929 : L'Affaire Greene  (The Greene Murder Case)
- 1929 : Grande Chérie (Sweetie)
- 1930 : Only the Brave
- 1930 : Men Are Like That
- 1930 : The Benson Murder Case
- 1930 : Paramount on Parade
- 1930 : True to the Navy
- 1930 : Love Among the Millionaires
- 1930 : Her Wedding Night
- 1931 : No Limit
- 1931 : It Pays to Advertise
- 1931 : Dude Ranch
- 1932 : This Reckless Age
- 1932 : La Belle Nuit (This Is the Night)
- 1932 : The Big Broadcast
- 1933 : Dangerously Yours
- 1933 : Pleasure Cruise
- 1933 : Scandales romains (Roman Scandals)
- 1934 : La Demoiselle du téléphone (Ladies Should Listen)
- 1934 : Springtime for Henry
- 1934 : La Grande-Duchesse et le Garçon d'étage (Here Is My Heart)
- 1935 : Sa Majesté s'amuse (All the King's Horses)
- 1935 : La Clé de verre (The Glass Key)
- 1935 : Two for Tonight
- 1936 : L'Appel de la folie (College Holiday)
- 1937 : L'Amour à Waikiki (Waikiki Wedding)
- 1938 : Dr. Rhythm
- 1939 : Paris Honeymoon
- 1939 : J'ai volé un million (I Stole a Million)
- 1939 : Charlie McCarthy, Detective
- 1942 : Tueur à gages (This Gun for Hire)
- 1942 : Jordan le révolté (Lucky Jordan)
- 1943 : Les Otages de la Moldau (Hostages)
- 1944 : Une heure avant l'aube (The Hour Before the Dawn)
- 1945 : Le Grand John (The Great John L.)
- 1945 : Don Juan Quilligan
- 1946 : Suspense
- 1946 : Le Gars épatant (Swell Guy)
- 1950 : Le Traqué (Gunman in the Streets)
- 1951 : The Magic Face
- 1953 : The Poker Face
- 1955 : Colère noire (Hell on Frisco Bay)
- 1956 : Un cri dans la nuit (A Cry in the Night)
- 1959 : L'Île des femmes perdues (Island of Lost Women)

### Scénariste
- 1924 : Tricheuse (Manhandled), d'Allan Dwan
- 1924 : Larmes de reine (Her Love Story), d'Allan Dwan